# Eleutherodactylus cryptomelas
Pristimantis cryptomelas là một loài ếch trong họ Leptodactylidae.
Loài này có ở tỉnh Morona-Santiago, Zamora-Chinchipe và Loja của Ecuador và tỉnh Huancabamba của Piura vùng của Peru.
Môi trường sống tự nhiên của nó là các khu rừng vùng núi ẩm nhiệt đới hoặc cận nhiệt đới và đồng cỏ ở cao nhiệt đới hoặc cận nhiệt đới. Loài này đang bị đe dọa do mất môi trường sống.